# Гомон, Филипп
Филипп Гомон (фр. Philippe Gaumont, 22 февраля 1973, Амьен, Франция — 17 мая 2013, Аррас, Франция) — французский велогонщик, бронзовый призёр летних Олимпийских игр в Барселоне 1992 года в командной шоссейной гонке.

## Спортивная карьера
В качестве любителя выступал за клуб Marcq-en-Baroeuil. На летних Олимпийских играх в Барселоне (1992) в составе сборной Франции выиграл бронзовую медаль в командной шоссейной гонке. В 2000 г. в составе своего клуба стал чемпионом Франции в той же дисциплине. В 2000 и 2002 гг. побеждал на национальном чемпионате в индивидуальной гонке преследования.
Карьеру профессионала начал в 1994 г. в команде Castorama. В 1996 г. он перешёл в команду GAN и тогда впервые его допинг-проба показала, что он применял препарат нандролон. В 1997—2004 гг. выступал за команду Cofidis, в 1997 г. выиграл гонку Гент — Вевельгем. В 1998 г. пробы дважды вновь показали использование нандролона, в 1999 г. — использование амфетаминов.

## Допинговый скандал
В 2004 г., закончив свои выступления, велогонщик признался в применении запрещенных медицинских препаратов во время своей спортивной карьеры. Кроме того, он рассказал также, что употреблял наркотический коктейль «бельж» (он включает в себя кокаин, героин, кофеин, амфетамины). О своей спортивной карьере Гомон даже написал книгу «Prisonnier du dopage» («Узник допинга»).
По завершении спортивной карьеры открыл кафе в Амьене.
Незадолго до смерти дал показания комиссии Сената Франции, которая расследует использование допинга.